# Ђуша Вулићевић
Душан „Ђуша“ Вулићевић (око 1771, Азања – 1805, Смедерево) је био војвода у Смедереву и један од организатора I српског устанка. Погинуо у борбама за ослобођење Смедерева.

## Биографија
По Боривоју Дробњаковићу Вулићевићи су старином од Косова. Деда Вујице и Ђуше је имао двојицу синова Вулића и Ђорђа па су тако настали Вулићевићи и Ђорђевићи. Њихове куће су по доласку биле на простору данашњег центра села, тачније у доњем делу код аутобуске станице. И они су се као и остали устанички вођи пре устанка бавили трговином чиме су стекли капитал за вођење борбе против Турака. То их је довело у позицију да буду и једни од организатора Првог српског устанка.
Као угледни трговац Ђуша је био легитимно изабрани вођа усталих Срба из Смедеревске нахије и повео је своје Азањце у борбу против Турака. Петар Јокић, командант Карађорђеве личне гарде наводи да их је било 200, а код др Мирослава Ђорђевића та бројка устаника износи 400 и да је се, према једном аустријском извештају, тог 25. фебруара Карађорђе са главним станом налазио у Азањи. Код њега су били и београдски митрополит Леонтије, Павле (Стојко) Кривокућа из Аџибеговца и други устаници. Исти аутор казује „како је Карађорђе био у тесној вези са Ђушом и да је преко њега у прво време преносио Карађорђеве заповести у пожаревачку нахију. По тим упутствима устанак се проширио и у источној Србији.“ Након годину и по дана војевања војвода смедеревски Ђуша Вулићевић храбро је погинуо у боју са Турцима на мосту (код данашње цркве) у Смедереву. М. Ђ. Милићевић у Поменику знаменитих људи у српског народа новијег доба пише да су Ђушу најпре сахранили у порти код Старе цркве у Крњеву, да би већ следеће године посмртни остаци били пренети код цркве Пиносаве, између Азање и Кусатка, где се и данас налазе. Погибију војводе Ђуше и освајање Смедерева у песми „Карађорђе узе Смедерево“ је опевао Јоксим Новић- Оточанин давне 1864. године.
После погибије војводе Ђуше, народ смедеревске нахије за свог вођу изабрао је Вујицу Вулићевића, млађег брата Ђушиног.
У Ђушиној улици у Београду, је данас Рударско- геолошки факултет а пре тога је био и познати београдски затвор.